# Sally Palmblad
Sally Adéla Palmblad Bendix, född Palmblad 23 december 1908 i Kärråkra församling i Älvsborgs län, död 8 augusti 2010 i Nacka, var en svensk skådespelare och sångare.

## Biografi
Palmblad studerade vid Dramatens elevskola 1931–1933. Hon spelade både sång- och talroller och var engagerad vid Dramaten, Oscarsteatern och turnerade med Riksteatern. Hennes talscendebut var på Dramaten i Gerhard Hauptmanns Bäverpälsen 1933, operettdebuten vid Oscarsteatern som Hannerl i Jungfruburen 1934 och operadebuten som Sorgebarn i Gunnar de Frumeries Singoalla 1940. Hon filmdebuterade 1934 i Per-Axel Branners Unga hjärtan, och kom att medverka i fyra filmer.
Sally Palmblad var från 1935 gift med hovkapellmästaren Kurt Bendix. Hon är begravd på Boo kyrkogård.

## Filmografi
- 1934 – Unga hjärtan
- 1936 – Raggen - det är jag det
- 1937 – Odygdens belöning
- 1938 – Svensson ordnar allt!

## Teater

### Roller
| År   | Roll                        | Produktion                                                         | Regi             | Teater            |
| ---- | --------------------------- | ------------------------------------------------------------------ | ---------------- | ----------------- |
| 1932 | Juliette                    | Fröken (Mademoiselle) Jacques Deval                                | Olof Molander    | Dramaten          |
| 1932 | Första köksängeln En kvinna | Guds gröna ängar (The Green Pastures) Marc Connelly                | Olof Molander    | Dramaten          |
| 1936 | Paulina                     | Cirkus Sanger (The Constant Nymph) Margaret Kennedy och Basil Dean | Sandro Malmquist | Nya Teatern       |
| 1936 | Christiane                  | Bichon Jean de Létraz                                              | Sandro Malmquist | Nya Teatern       |
| 1938 | Carol Churt                 | Vi gentlemän (This Was a Man) Noël Coward                          | Sandro Malmquist | Nya Teatern       |
| 1942 | Sagan                       | Sagan Hjalmar Bergman                                              | Per Lindberg     | Konserthusteatern |
| 1942 | Gräshoppshonan              | I vår Herres hage (Ze života hmyzů) Josef Čapek och Karel Capek    | Gösta Folke      | Vasateatern       |
| 1943 | Flickan                     | U39 Rudolf Värnlund                                                | Ingmar Bergman   | Dramatikerstudion |
| 1956 |                             | Värdshusvärdinnan (La locandiera) Carlo Goldoni                    | Leif Amble-Næss  | Riksteatern       |

## Radioteater

### Roller
| År   | Roll  | Produktion            | Regi         |
| ---- | ----- | --------------------- | ------------ |
| 1942 | Sagan | Sagan Hjalmar Bergman | Per Lindberg |

## Diskografi
- Det måste hända någonting (1938)
- Följ med mig Elisabeth /duett med Harry Brandelius/ (1938)
- Jag är blott en sjömans lilla vän (1936)
- Längtan till Hawaii (1938)
- När häggen står i blom (1937)
- Om du mig älskar (1937)
- Vad var meningen med blomman som du gav mig /duett med Olle Nygren/ (1936)
- Vårt lilla sommartält /duett med Harry Brandelius / (1938)